# 彻斯·伊姆雷
彻斯·伊姆雷（匈牙利語：Csősz Imre，1969年5月31日—），匈牙利男子柔道运动员。他曾代表匈牙利参加1992年、1996年和2000年夏季奥林匹克运动会柔道比赛，其中1992年奥运会获得一枚铜牌。